# جان جونار رويس
جان جونار رويس (بالنرويجية البوكمول: Jan Gunnar Røise)‏ هو مغني وموسيقي وممثل نرويجي، ولد في 24 سبتمبر 1975 في النرويج.

## وصلات خارجية
- جان جونار رويس على موقع IMDb (الإنجليزية)
- جان جونار رويس على موقع ألو سيني (الفرنسية)
- جان جونار رويس على موقع أول موفي (الإنجليزية)
- جان جونار رويس على موقع قاعدة بيانات الأفلام السويدية (السويدية)
- جان جونار رويس على موقع ديسكوغز (الإنجليزية)
- جان جونار رويس على موقع قاعدة بيانات الفيلم (الإنجليزية)
- جان جونار رويس على موقع كينوبويسك (الروسية)